# Лавакур под снегом
«Лавакур под снегом» (фр. Lavacourt sous la neige) — картина французского художника Клода Моне, написанная им в период 1878-1881 гг.. На картине изображён вид на деревню Лавакур (фр. Lavacourt) на берегу Сены напротив деревни Ветёй (фр. Vétheuil), где в то время жил Моне.
Исследование цвета и света в заснеженных пейзажах имело особое значение в живописи импрессионистов. В данном случае холодный свет тени доминирует в картине, оставляя место для тёплого света зимнего солнца лишь на заднем плане.
В настоящее время картина находится в собрании Лондонской национальной галереи.